# Ruggero Radice
Ruggero Radice (Milano, 3 luglio 1971) è un allenatore di calcio ed ex calciatore italiano, di ruolo difensore.
È figlio di Luigi Radice a lungo allenatore in Serie A e campione d'Italia con il Torino nel campionato 1975-1976.

## Caratteristiche tecniche
Giocatore forte fisicamente, ha giocato come terzino fluidificante a sinistra.

## Carriera

### Giocatore
Debutta fra i professionisti a 20 anni nel Monza in Serie C1, che poi lo cede in prestito per un anno al Leffe in Serie C2.
Nel 1992 fa ritorno al Monza dove disputa due stagioni in Serie B e due in Serie C1. Nell'estate del 1994 la formazione brianzola contatta Luigi Radice per la panchina, ma di fronte all'opposizione del figlio la trattativa si interrompe. Successivamente milita ancora in terza serie con la maglia dell'Avellino per una stagione e per due con il Como, con cui raggiunge le semifinali dei play-off nella stagione 1998-1999.
Dopo un'ulteriore stagione in Serie C1 nella SPAL, nel 2000 si trasferisce al Siena, neopromosso in Serie B. Rimane in Toscana da titolare per tre stagioni, conquistando due salvezze e ottenendo nel 2003 la prima promozione in Serie A della formazione bianconera, rivelazione del campionato.
Dopo la promozione non viene riconfermato e si trasferisce al Piacenza, appena retrocesso in Serie B. Nelle prime due stagioni è titolare nel ruolo di terzino sinistro, spesso in alternanza ad Antonio Bocchetti, mentre nella stagione 2005-2006 gioca solamente 13 partite.
Terminato il contratto con il Piacenza, dall'ottobre 2006 scende di nuovo in Serie C1 militando nella Sangiovannese; nel gennaio successivo, tuttavia, si trasferisce alla Cremonese, dove rimane fino al gennaio 2008.
Termina la carriera in Seconda Divisione con le maglie di Pizzighettone e Colligiana.
In carriera ha totalizzato 231 presenze in Serie B con 3 reti.

### Allenatore
Nel 2009, dopo il ritiro, entra nello staff tecnico del Siena, come allenatore dei Pulcini della formazione toscana, e in seguito come responsabile dell'attività di base delle giovanili.

## Palmarès
- Campionato italiano di Serie B: 1

Siena: 2002-2003
- Coppa Italia Serie C: 1

Monza: 1990-1991